# Збірна Литви з футболу
Збірна Литви з футболу (лит. Lietuvos vyrų futbolo rinktinė) — національна футбольна команда Литви, що представляє країну на міжнародних змаганнях. Підпорядковується Литовській футбольній федерації.
Станом на 3 квітня 2025 посідає 143-e місце у рейтингу футбольних збірних світу.

## Чемпіонат світу
- 1930 — не брала участі
- 1934 — не пройшла кваліфікацію
- 1938 — не пройшла кваліфікацію
- 1950–1990 — не брала участі, входила до складу СРСР
- 1994–2022 — не пройшла кваліфікацію

## Чемпіонат Європи
- 1960–1992 — не брала участі, входила до складу СРСР
- 1996–2024 — не пройшла кваліфікацію

## Поточний склад
Наведені нижче гравці включалися до заявки збірної на ігри Ліги націй проти Румунії і Сербії 17 і 20 листопада 2018 року відповідно.
Кількість ігор і голів за збірну наведені станом на 21 листопада 2018 року.
| № | Поз. | Гравець                | Дата народження (вік)       | Ігри | Голи | Клуб                   |
| - | ---- | ---------------------- | --------------------------- | ---- | ---- | ---------------------- |
|   | ВР   | Ернестас Шеткус        | 25 травня 1985 (40 років)   | 25   | 0    | «Хапоель» (Хайфа)      |
|   | ВР   | Еміліюс Зубас          | 10 липня 1990 (34 роки)     | 12   | 0    | «Бней-Єгуда»           |
|   | ВР   | Джюгас Барткус         | 7 листопада 1989 (35 років) | 2    | 0    | «Іроні» (Кір'ят-Шмона) |
|   |      |                        |                             |      |      |                        |
|   | ЗХ   | Егідіюс Вайткунас      | 8 серпня 1988 (36 років)    | 42   | 0    | «Мінськ»               |
|   | ЗХ   | Лінас Клімавічюс       | 10 квітня 1989 (36 років)   | 20   | 0    | «Жальгіріс» (Вільнюс)  |
|   | ЗХ   | Вайдас Славіцкас       | 26 лютого 1986 (39 років)   | 18   | 0    | «Судува»               |
|   | ЗХ   | Едвінас Гірдвайніс     | 19 січня 1993 (32 роки)     | 16   | 0    | «Кешла»                |
|   | ЗХ   | Роландас Баравикас     | 23 серпня 1995 (29 років)   | 14   | 1    | «Жальгіріс» (Вільнюс)  |
|   | ЗХ   | Альгіс Янкаускас       | 27 вересня 1982 (42 роки)   | 11   | 0    | «Судува»               |
|   | ЗХ   | Юстінас Янушевський    | 26 березня 1994 (31 рік)    | 3    | 0    | «Тракай»               |
|   | ЗХ   | Маркас Бенета          | 8 липня 1993 (31 рік)       | 1    | 0    | "Кауно Жальгіріс"      |
|   |      |                        |                             |      |      |                        |
|   | ПЗ   | Арвідас Новиковас      | 18 грудня 1990 (34 роки)    | 51   | 5    | «Ягеллонія» (Білосток) |
|   | ПЗ   | Артурас Жулпа          | 10 червня 1990 (35 років)   | 34   | 1    | «Тобол» (Костанай)     |
|   | ПЗ   | Викінтас Сливка        | 29 квітня 1995 (30 років)   | 32   | 2    | "Гіберніан"            |
|   | ПЗ   | Деймантас Петравічюс   | 2 вересня 1995 (29 років)   | 11   | 1    | «Фолкерк»              |
|   | ПЗ   | Модестас Воробйовас    | 30 грудня 1995 (29 років)   | 11   | 0    | «Тракай»               |
|   | ПЗ   | Донатас Казлаускас     | 31 березня 1994 (31 рік)    | 9    | 0    | «Тракай»               |
|   | ПЗ   | Гратас Сіргедас        | 17 грудня 1994 (30 років)   | 5    | 0    | "Кауно Жальгіріс"      |
|   | ПЗ   | Даніель Романовський   | 19 червня 1996 (29 років)   | 2    | 0    | «Земун»                |
|   | ПЗ   | Гєдрюс Матулевичюс     | 5 березня 1997 (28 років)   | 1    | 0    | «Судува»               |
|   | ПЗ   | Домантас Шимкус        | 10 лютого 1996 (29 років)   | 1    | 0    | «Жальгіріс» (Вільнюс)  |
|   |      |                        |                             |      |      |                        |
|   | НП   | Федір Черних (капітан) | 21 травня 1991 (34 роки)    | 48   | 8    | «Динамо» (Москва)      |
|   | НП   | Дарвідас Шярнас        | 22 липня 1984 (40 років)    | 47   | 5    | «Согдіана»             |
|   | НП   | Гітіс Паулаускас       | 27 вересня 1999 (25 років)  | 10   | 2    | "Егнатія"              |